# آگیلان
آگیلان (به اسپانیایی: Aguillane) یک کوه در پرو است که در Peru, Cusco Region واقع شده‌است. آگیلان ۵٬۰۰۰ متر بالاتر از سطح دریا واقع شده‌است.